# کایادوزو (مرزیفون)
کایادوزو (به ترکی استانبولی: Kayadüzü) یک منطقهٔ مسکونی در ترکیه است که در مرزیفون واقع شده‌است.